# فصل (قراءة)
للفصل في الكتابة، انظر الفاصل صفر العرض. للفصل من كتاب وغيره، انظر فصل (توضيح)
الفصل في القراءة هو نقيض الوصل بين الألفاظ.

## أمثلة

### عربية
فصل أن عن لا
قال السيوطي في همع الهوامع في شرح جمع الجوامع «وفي أن الناصبة مع لا قولان. أحدهما أنها تكتب مفصولة مطلقا. قال أبو حيان: وهو الصحيح؛ لأنه الأصل. والثاني أن الناصبة يوصل بها، والمخففة من الثقيلة يفصل منها. وهو قول ابن قتيبة، واختاره ابن السيد. وعلله ابن الضائع بأن الناصبة شديدة الاتصال بالفعل؛ بحيث لا يجوز أن يفصل بينها وبينه، والمخففة بالعكس؛ بحيث لا يجوز أن تتصل به؛ فحسن الوصل في تلك، والفصل في هذه خطًا.»